# Robert Gentz
Pour les articles homonymes, voir Gentz.
Robert Gentz est un entrepreneur allemand né en 1983. Il est le cofondateur et codirigeant de l'entreprise de commerce en ligne  Zalando, aux côtés de David Schneider et Rubin Ritter.

## Biographie

### Jeunesse et formation
Robert Gentz naît en 1983 en Allemagne,, et grandit à Düsseldorf.
Il étudie à l'EGADE Business School (en) de l'Institut de technologie et d'études supérieures de Monterrey (Mexique) où il obtient un MBA en 2005, puis étudie à la WHU - Otto Beisheim School of Management (Vallendar, Allemagne), où il obtient en 2007 un BBA en administration des affaires, contrôle financier et relations économiques internationales,. C'est sur les bancs de cette école de commerce réputée qu'il rencontre David Schneider, son futur partenaire commercial, avec qui il partage alors une colocation. Après ses études, il effectue des stages chez Boston Consulting et Morgan Stanley.

### Premier projet: Unibicate
En 2007, alors qu'il est en voyage en Amérique latine avec David Schneider, il est inspiré par la réussite du réseau social StudiVZ (de), racheté pour 85 millions d'euros par le groupe Holtzbrinck. Il décide alors de créer avec David Schneider un réseau social étudiant. Appelé « Unibicate » et basé à Monterrey (Mexique), ce réseau est destiné aux étudiants du Chili, de l'Argentine et du Mexique. Ce premier projet est cependant un échec, et les deux entrepreneurs se retrouvent sans argent. Ils font alors appel à leur ancien camarade Oliver Samwer, entrepreneur rencontré sur les bancs de la WHU, qui avait refusé d'investir dans leur projet, mais qui les rapatrie et leur trouve du travail à Madrid (Espagne) dans sa propre compagnie, Tarifas24,.

### Fondation de Zalando
De retour en Allemagne, Robert Gentz s'associe à nouveau avec David Schneider. Le 28 septembre 2008, sur le modèle de la startup américaine Zappos, ils lancent « Ifansho », une startup de vente de chaussures en ligne, malgré une méconnaissance totale des rouages de ce secteur et malgré le contexte de la crise financière de 2008. À ses débuts, l'entreprise vend surtout des tongs, qui sont entreposées dans un appartement de Berlin. Robert Gentz est alors chargé du marketing digital et du service client. L'entreprise reçoit le soutien des frères Alexandre, Marc et Oliver Samwer, qui investissent 50 000 euros et offrent le soutien de leurs programmeurs pour créer et entretenir le site,.
En 2009, la startup prend le nom de Zalando. Le succès est au rendez-vous : en 5 ans, l'entreprise diversifie son offre, effectue de multiples levées de fonds, augmente son chiffre d'affaires de 50 % et compte plus de 5 000 employés. En 2010, Rubin Ritter rejoint Robert Gentz et David Schneider à la tête de l'entreprise. Et en 2014, Zalando fait son entrée à la bourse de Francfort.
En 2022, face à des difficultés financières, Robert Gentz entreprend une réduction des coûts de presque 100 millions d'euros au sein de Zalando. Il met également en place une valeur de commande minimale sur le site, améliore le réseau logistique européen de la compagnie et diminue les dépenses marketing. Cette stratégie s'avère payante pour l'entreprise, qui améliore sa rentabilité.